# Стрельник Олена Олександрівна
Стрельник Олена Олександрівна (30 липня 1977, Харків) — українська вчена,соціолог, доктор соціологічних наук, авторка праць із соціології материнства, питань гендерної нерівності, сімейної та демографічної політики. Авторка книги «Турбота як робота: материнство у фокусі соціології» (2017), стипендіатка програми Ендрю Карнеґі (США), публіцистка — пише для ресурсів «Гендер в деталях», «Повага: кампанія проти сексизму в ЗМІ та політиці», «Українська правда. Життя», ЗМІСТ, Коло.News. Викладала соціологічні дисципліни в Полтавському національному технічному університеті імені Юрія Кондратюка, а також на магістерській програмі «Гендерні студії» Київського національного університету імені Тараса Шевченка.
З 2019 року працює в експертній громадській організації «Бюро гендерних стратегій та бюджетування», де керує проєктом із просування гендерної рівності в рамках реформи децентралізації ініційованого Структурою ООН Жінки в Україні.
У березні 2020 року призначена радницею голови Полтавської  обласної державної адміністрації  з гендерних питань на громадських засадах.
Наразі проживає та працює у Полтаві.

## Освіта та академічні ступені
- 1999 р. — закінчила соціологічний факультет у Харківському національному університеті імені В. Н. Каразіна, одержала спеціальність «соціолог», викладач соціологічних дисциплін», навчалася в аспірантурі цього факультету з 1999 по 2003 роки.
- 2004 р. — отримала науковий ступінь кандидата соціологічних наук.
- З 2014—2017 рр. — навчалася в докторантурі факультету соціології Київського національного університету імені Тараса Шевченка.
- З 2018 р. — отримала науковий ступінь доктора соціологічних наук.

## Рецензування та експертна робота
- 2018 р. — запрошена наукова редаторка спецвипуску «Материнство та батьківство» ресурсу «Гендер в деталях»[7]; експертка з питань антидискримінації в освіті та інше.

## Професійна діяльність

### Гранти на проведення досліджень та стажування
- 2016 р. — грант Корпорації Карнегі на проведення дослідження «(Dis)empowered mothers. Gendered protests and war in Ukraine»[8] (Інститут жіночих та гендерних досліджень, Мічиганський університет, США).
- 2019 р. — грант Празького центру громадянського суспільства на проведення дослідження «Gender as a national threat»: How to empower women and promote gender equality in challenging context? (Прага, Чехія)

### Виступи на міжнародних конференціях
- 2012 р. — (Не-)рівності — політичні, економічні, гендерні та просторові аспекти (Відень, Австрія).
- 2012 р. — Ґендер та праворадикальна політика в Європі (Нюрнберг, Німеччина).
- 2013 р. — Ґендер та знання у Східній та Центральній Європі (Марбург, Німеччина).
- 2014 р. — «Політизація материнства та батьківства: батьківські рухи в Східній Європі та пострадянському регіоні» (Стокгольм, Швеція).
- 2016 р. — Annual Symposium «SOYUZ — 2016», University of Chicago (Чикаго, США).

### Міжнародні проєкти
- 2013 р. — локальна координаторка та спікерка проєкту «Пазл життя: відповідальне батьківство», спільно з Посольством Швеції в Україні та Шведським інститутом (Стокгольм), Полтава.
- 2015 р. — літній інститут із громадянської освіти, Чернівецький національний університет імені Юрія Федьковича спільно з Університетом Меріленда та Університетом Аугсбургу.
- 2017 р. — літня школа «Феміністична урбаністика: принципи гендерночутливого планування» (Центр урбаністики Національного університету Києво-Могилянська академія).

### Публічні лекції та виступи
- 2015 р. — публічна лекція у межах лекторію Полтавського історичного товариства «Гендеровані протести: материнство, активізм, війна». Лекції у межах проекту «Суспільний університет» Першого національного каналу «Сім'я та батьківство в сучасній Україні»[9] та «Гендерованість батьківства в сучасній Україні»[10] та інші.
- 2017 р. — (не)змінна сім'я у мінливому світі[11], м. Київ. Публічна лекція у межах лекторію Полтавського історичного товариства «Популярно про соціологічні опитування: довіряти чи перевіряти» (м. Полтава); Лекція для фахівчинь з управління персоналом на тему «Турбота та робота: баланс між працею та материнством» у межах «Тижня жіночої солідарності»[12] (м. Харків).
- 2018 р. — виступ «Турбота як робота: 5 питань про сучасне материнство» (Фастів, Київ, Львів)
- 2019 р. — вступ «Красуні та Берегині: чому варто змінювати формат святкування 8 березня у школах», учительська (не)конференція EdCamp Dnipro[13].

## Вибрані наукові публікації
- Стрельник Е. А. Украинский традиционализм и дискурс «женской вины» в низкой рождаемости[14] // СоцИс: Социологические исследования. — 2012. — № 8. — С. 71—77.
- (Не)батьківство як вибір: добровільна бездітність у наукових та суспільних дискусіях[15] // Вісник Національного технічного університету «Київський політехнічний інститут». Серія «Політологія. Соціологія. Право». — К.: «Політехніка», 2012. — С. 41—45.
- Репродуктивные миграции: вспомогательные репродуктивные технологии в глобальном измерении[16] // Гендерний журнал «Я». — 2013. — № 2 (33). — С. 32—34
- Государственный неотрадиционализм и семейная политика в Украине[17] // СоцИс: Социологические исследования. — 2014. — № 9. — С. 97—102
- Материнство як практики турботи: концептуальні аспекти аналізу [Архівовано 28 жовтня 2019 у Wayback Machine.] // Вісник Київського національного університету імені Тараса Шевченка. Сер. «Соціологія». –2014. — № 1(5). — С. 57-60.
- Жінки та час: між ефективним менеджментом та турботою[18] // Гендерний журнал «Я». — 2014. — № 1(35). — С. 14—16.
- «Жизнь по доктору Комаровскому»: конструирование родительства в советах по уходу за детьми[19] // Laboratorium. Журнал социальных исследований. — 2015. — № 2. — С. 83—105.
- Робочі місця, дружні та недружні до працівниць із сімейними обов'язками: за результатами соціологічного дослідження[20] // Український соціум. — 2015. — № 4(55). — С. 75—84.
- Інституційні сервіси догляду за дітьми як інструмент політики підтримки працюючих батьків[21] // Український соціум. — 2015. — № 2 (53). — С. 73—82.
- Стрельник Е. А. Практики сочетания матерями оплачиваемой работы и заботы о детях (опыт социологического анализа)[22] // СоцИс: Социологические исследования. — 2016. — № 8. — С. 66—71.
- Позиція матері на ринку праці як умова структурування практик материнства // Вісник Київського національного університету імені Тараса Шевченка. Сер. «Соціологія». — 2017.
- Турбота як робота: материнство у фокусі соціології[1] — К.: Критика, 2017. — 288 с.
- Conservative Parents’ Mobilization in Ukraine. In: Rebellious Families: Parents’ Rights Activism in Central and Eastern Europe and Russia. Ed. by Katalin Fabian and Elzbieta Korolzuk. Indiana University Press, 2017
- «A Mom, who has time for everything». Mothers between work and family in contemporary Ukraine. In Gendering Postsocialism: Old Legacies and New Hierarchies, Routledge, 2018.

### Вибрані науково-популярні публікації для медіа
- «Мама, яка встигає все»: українські матері між роботою та сім'єю", УП. Життя. [Архівовано 6 червня 2018 у Wayback Machine.], 2016 р.
- Від дитсадка до модельної агенції. Як культ краси впливає на дівчат. УП. Життя. [Архівовано 9 червня 2018 у Wayback Machine.] 2017 р.
- Фемінізм та материнство // Повага: кампанія проти сексизму у ЗМІ та політиці, [Архівовано 17 квітня 2019 у Wayback Machine.] 5 вересня 2017 р.
- Чим би не бавились: Збереження традицій VS сімейні трансформації // WoMo, Мама в деле. [Архівовано 26 лютого 2019 у Wayback Machine.], 10 вересня 2017 р.
- Як (не) варто проводити заходи до дня 8 березня у школах // Повага: кампанія проти сексизму у ЗМІ та політиці [Архівовано 29 листопада 2019 у Wayback Machine.] 6 березня 2018 р.
- П'ять контраргументів про «жіночу провину» в демографічній кризі // Повага: кампанія проти сексизму у ЗМІ та політиці [Архівовано 15 червня 2021 у Wayback Machine.]. 2018 р.
- Коли народжувати: як змінився вік материнства за останні 100 років? // Гендер деталях [Архівовано 11 травня 2021 у Wayback Machine.]. 27 червня 2018 р.
- Антидискримінаційна експертиза шкільних підручників: чим нас лякають та чи варто боятися // УП. Життя [Архівовано 5 січня 2019 у Wayback Machine.]. 19 червня 2018 р.
- «Бунтівні тати»: бáтьківські рухи в Польщі, Чехії та Україні // Повага: кампанія проти сексизму у ЗМІ та політиці, [Архівовано 13 квітня 2019 у Wayback Machine.] 19 червня 2018 р.
- Eine gute Mutter schafft alles". Frauen zwischen Beruf und Erziehung in der Ukraine, Ukraine-Analysen Ausgabe 226, 09.12.2019 р. [Архівовано 22 липня 2020 у Wayback Machine.]
- Освіта як «фабрика смислів»: від статево-рольового підходу до гендерно чутливих змін // Гендер в деталях [Архівовано 19 березня 2020 у Wayback Machine.], 6 грудня 2019 р.
- Пандемія, коронавірус, карантин: жінки під ударом // Гендер в деталях [Архівовано 24 листопада 2021 у Wayback Machine.], 18 березня 2020 р.
- Лекція «Сучасна українська сім'я: феміністичний погляд». 28.03.2020 р.